# Йозеф II
Йозеф II (на немски: Joseph II) е император на Свещената Римска империя в периода 1765 – 1790, както и ерцхерцог на Австрия, крал на Бохемия, крал на Унгария (под име Йожеф II – на унгарски: II. József). Заедно с майка си Мария Тереза съуправлява Хабсбургската монархия, а от 1780 унаследява от нея владенията на Хабсбургите. Йозеф II e държавник-реформатор, ярък представител на епохата на просветения абсолютизъм.

## Произход
Роден е на 13 март 1741 година във Виена, Австрия. Той е най-възрастният син на Франц I, император на Свещената Римска империя, велик херцог на Тоскана, херцог на Тешен и Лотарингия, и Мария Тереза, дъщеря на император Карл VI (1711 – 1740) и съпругата му принцеса Елизабет Кристина.

## Управление

### Съуправление с майка си
След смъртта на баща му Франц I Лотарингски през 1765 година, който е избран за император на Свещената Римска империя, Йозеф II е приобщен към майка си, с която да управлява Австрийските владения. Епохата на тяхното съвместно управление се ознаменува с широка реформаторска дейност, започнала по времето на Седемгодишната война, която за малко да сложи край на Хабсбургските владения.
През този период проникват просветителските идеи на френската философия от 18 век. Партията на Просвещението (на немски: Aufklärung) все повече набирала популярност в литературата и дори сред правителствените кръгове в Австрия. Въпреки консервативните нагласи на императрицата, Йозеф II застава начело на това движение, което довежда до облекчения в положението на селяните, укрепва държавната власт в ущърб на клерикалните и феодални елементи, разпуска Ордена на Йезуитите.
Макар и провежданата политика на Мария Тереза да се определя като „компромисна“, тя не могла да удовлетвори сина ѝ. Въпреки искрената любов към майка си Йозеф прекарва най-добрите години от живота си в тиха борба с нея, а понякога значително изостряща се (например, по въпроса относно веротърпимостта).

### Самостоятелно управление. Просветения абсолютизъм на Йозеф II.
Едва след смъртта на майка си през 1780 г. Йозеф е напълно свободен, за да осъществи своите реформаторски планове. Целите му представляват най-последователните идеи на просветения абсолютизъм. Съвременник на короновани философи като Фридрих II Пруски и Екатерина Велика, Йозеф бил изключително деен човек, нещадящ нито себе си, нито тези около себе си. Неговите безчислени пътешествия не са триумфални разходки, а тежък труд на добросъвестен ревизор. Следял за всичко лично и вярвал в своето призвание да изведе Австрия от полудивото ѝ състояние по пътя на реформите, провеждани отгоре.
Йозеф II продължава да следва старата австрийска традиция на укрепване на вътрешното и външното могъщество на държавата, бюрократическа централизация, обединение на разноплеменния състав на монархията и подчинение на Църквата на държавата. Като коректив на произвола и абсолютизма Йозеф II позволява гласно обсъждане на текущите въпроси в печата и открита критика спрямо действията на монарха (Закон за печата от 11 юни 1781 г.).

### Религиозна политика
През 1781 г. Йозеф II издава знаменития си указ от 13 октомври за веротърпимостта и с него закрива тези манастири и монашенски ордени, които не подкрепят народното просвещение и презират болните. Църквата е поставена в тясна зависимост от държавата и връзките ѝ с Римската курия значително са ограничени. Народното образование е поставено под надзора на държавата. Католическата църква останала господстваща в Хабсбургските владения, но последователите на православието, лютеранството и калвинизма се сдобиват с равни граждански права, а юдеите получили различни облекчения. От 1782 г. нататък отстъплението от господстващата религия (католицизма) престава да се смята за углавно престъпление, но „свободата на съвестта“ не е пълна. Правителството ограничило със срокове и други препятствия правото на избор на вероизповедание, а към сектантите Йозеф II се отнасял понякога дори жестоко.

### Селска реформа
Както и с останалото наследство от Средновековието, така и с феодализма, Йозеф II води упорита борба. Премахването на привилегиите на магнатите и аристокрацията и установяването на равенство за всички граждани пред закона са основна задача пред Йозеф II, който признава дворянството само като служещо съсловие и допуска хора от различни съсловия в чиновническата администрация. Хабсбургският монарх отменя крепостното право в Бохемия (1 ноември 1781 г.), а след това и в другите провинции.
Веднъж захванал се да осъществи подобряване на благосъстоянието на селското население, Йозеф II се кани да установи равномерно поземлено облагане, но не му било съдено да осъществи това си намерение. Неговата политика предизвиква всеобщо недоволство сред аристокрацията и среща силната ѝ съпротива. Феодалите и клерикалните съсловия всячески бавели осъществяването на реформите. Въпреки посещението на папа Пий VI, който се опитал да охлади новаторските идеи на императора, Йозеф II не спира с реформите. В особено затруднено положение императорът изпада именно тогава, когато нараства нетърпението сред онези обществени елементи, в полза на които той се бори с реакционистите. В такова положение се оказва, когато влашките селяните се разбунтуват през 1784 г. Причините за неуспехите на Йозеф II се дължат на желанието му веднъж завинаги и с крути мерки да сложи край на традиционната политика на Хабсбургите на централизация.

### Неуспешна война и неговата смърт
Започналата Руско-турска война дава надежда на Йозеф II, че ще повдигне позападналия си авторитет. За целта той не се ограничава в помощта си на съюзника Русия и с всички сили се включва във войната, като дори застава лично начело на войската. Това негово решение е плод на любовта му към военното дело, представляващо, заедно с увлечението му по външната политика, основно противоречие в личността на неспирния реформатор. Скоро военните неуспехи и смъртоносната болест, хваната по време на похода, го принуждават да се върне във Виена. Там той разбира безизходицата на положението си и при опасни вътрешни брожения, отменя всички направени разпоредби освен селската реформа и закона за веротърпимостта. На смъртен одър, въпреки тежките си страдания, той продължава да се занимава с държавните дела до последния си час на 20 февруари 1790 г., когато умира.

## Бракове и деца
Първият брак на Йозеф II е сключен през 1760 г. с внучката на Луи XV Мария-Изабела Бурбон-Пармска (1741 – 1763), изключително интелигентна и остроумна, но с меланхоличен, дори мрачен характер. Тиа-тиа, както я наричал с любов Йозеф, напълно го очарова, както и цялото му семейство и австрийския двор. Мария-Изабела обаче не отговаря на искрената му, но неумела любов и изживява бурна тайна страст към собствената му сестра, херцогинята Мария-Кристина. Въпреки това през 1762 г. му ражда дъщеря, Мария-Тереза, която живее само 3 години. На следващата 1763 г. Мария-Изабела умира при раждането на втората им дъщеря, Мария-Кристина. Бебето също не оцелява.
Втори брак: Смъртта ѝ покрусява Йозеф. Въпреки това, изправен пред необходимостта да осигури наследник на трона, императорът е принуден да сключи брак през 1765 г. с Мария-Йозефа Баварска (1739 – 1767), по-голяма от него с 2 години и много красива, която обаче Йозеф прави нещастна с безразличието си, стигащо понякога дори до грубост – така напр. по негово нареждане е издигната стена на общия им балкон, за да не му се налага да я вижда. Само 2 години след сватбата им, Мария Йозефа умира от едра шарка и майката на Йозеф прави планове да го ожени за Матилд Орлеанска, а по-късно за най-младата сестра на Луи XVI, но без успех. Сърцето на Йозеф принадлежи на Мария-Изабела.
Години по-късно Йозеф се влюбва отново, този път в принцеса Елеонора Лихтенщайнска, но подобно на Мария-Изабела, тя не отговаря на чувствата му.
Йозеф II не оставя свои наследници и негов приемник става по-младият му брат Леополд II, а след кратко управление на последния го наследява племенникът му Франц II.